# Julia Pastrana
Julia Pastrana (Sinaloa, 14 de fevereiro de 1834 – Moscou, 25 de março de 1860) foi uma mulher nascida no México que vivia com hipertricose.
Conhecida como "A Mulher-Macaco", tinha o corpo inteiramente coberto de pêlos grossos e sedosos. Seu rosto possuía proporções simiescas, suas gengivas eram hipertrofiadas e acreditava-se que possuía fileiras duplas de dentes pontiagudos, porém um exame comprovou que sua dentição era normal. Inteligente e curiosa, falava várias línguas e adorava livros. Em espetáculos cantava com sua voz mezzo-soprano e dançava usando as roupas típicas que ela mesmo costurava. 
Exibia-se na Europa durante o século XIX, até ser encontrada por Theodore Lent que a comprou de uma mulher que talvez seria a própria mãe de Julia. Lent ensinou-a a dançar e a tocar e mostrou-a pelo mundo, com o nome de Senhora Cabeluda e Barbuda. Julia foi casada duas vezes, sendo que teve um filho com seu último empresário Theodore Lent. A criança nasceu em Moscovo, com a mesma condição de Julia, e viveu apenas algumas horas depois do seu nascimento. Julia morreu poucos dias depois da morte do seu filho, aos 26 anos, devido a complicações do parto. Logo depois de suas mortes, o marido dela mandou mumificar os corpos da esposa e do filho, os quais continuou exibindo-os numa cabine de vidro até adoecer e morrer em um sanatório. Theodore morreu em 1880, em plena miséria.
As múmias reaparecem em 1921 nas mãos de Haakon Lund que viajou com os cadáveres por duas décadas. Os corpos de Julia e da criança estiveram na Noruega, no Instituto Forense de Oslo, desde 1976, quando foram roubados e mais tarde recuperados. Mas em 2005 a artista mexicana Laura Anderson Barbata iniciou uma campanha que culminaria numa grande batalha judicial envolvendo representantes mexicanos para que os corpos de Julia e do seu filho fossem enterrados no México, sua terra natal, o que ocorreu em fevereiro de 2013.